# Matteo Arnaldi
Matteo Arnaldi (n. 22 februarie 2001, San Remo, Liguria, Italia) este un jucător italian de tenis. Cea mai bună clasare din carieră în clasamentul ATP la simplu este locul 35 mondial, în aprilie 2024, și cea mai bună clasare din carieră la dublu, este locul 286 mondial, în august 2022.